# Jairo Arias
Jairo Arias Serna (1938. november 2. – Houston, 2023. október 13.) kolumbiai válogatott labdarúgó.

## Pályafutása

### Klubcsapatban
Pályafutása során több klubban is játszott, melyek a következők voltak: Atlético Nacional, Independiente Santa Fe, Once Caldas, Unión Magdalena. Egyszeres kolumbiai bajnok.

### A válogatottban
1959–1963 között 9 alkalommal szerepelt a kolumbiai válogatottban. Részt vett az 1962-es világbajnokságon és az 1963-as Dél-amerikai bajnokságon.

## Sikerei
Independiente Santa Fe
- Kolumbiai bajnok (1): 1960